# Rise of the Guardians
Rise of the Guardians (Nederlandse titel: De vijf legendes) is een Amerikaanse animatiefilm in 3D uit 2012. De film kwam eind 2012 uit in Nederland en België en is door Nederlandse en Vlaamse stemacteurs gezamenlijk ingesproken.

## Verhaal
Wanneer Git Zwart (de Boeman) de wereld in pikzwarte duisternis wil onderdompelen, moeten de onsterfelijke Legendes voor het eerst hun bijzondere krachten bundelen om de hoop, het geloof en de verbeelding van alle kinderen te beschermen. Om de slechterik het hoofd te bieden, zullen bekende figuren zoals North (de Kerstman), Bunnymund (de Paashaas), Tooth (de Tandenfee), Sandman (Klaas Vaak) en Jack Vorst moeten samenwerken om het kwaad te overwinnen.

## Stemverdeling
| Personage                | Engelse stem | Nederlandse stem     | Vlaamse stem     |
| ------------------------ | ------------ | -------------------- | ---------------- |
| Jack Vorst               | Chris Pine   | Bas Muijs            | Sean Dhondt      |
| Klaus North, de kerstman | Alec Baldwin | Jack Wouterse        | Gene Bervoets    |
| Tooth, de tandenfee      | Isla Fisher  | Bracha van Doesburgh | Sofie Van Moll   |
| Nijnmund, de paashaas    | Hugh Jackman | Mark Rietman         | Axel Daeseleire  |
| Git, de boeman           | Jude Law     | Vincent Croiset      | Jenne Decleir    |
| Jamie                    | Dakota Goyo  | Xavier Werner        | Theo De Pillecyn |